# Charulibergen
Charulibergen (georgiska: ხარულის ქედი, Charulis kedi) är en bergskedja i Georgien. Den ligger i regionen Mtscheta-Mtianeti och Inre Kartlien och är en sydlig del av Stora Kaukasus.